# Skyshield
El Skyshield es un sistema de defensa aérea modular y liviano de corto alcance (SHORAD) desarrollado por Oerlikon Contraves, una subsidiaria de Rheinmetall. Está diseñado para detectar y destruir aviones y misiles enemigos, y puede cumplir funciones C-RAM (Counter Rocket, Artillery, and Mortar).

## Componentes del Sistema
- Radar de Detección: Cobertura de 360 grados para la detección y seguimiento de objetivos.
- Cañones Automáticos: Generalmente equipados con cañones de 35 mm, capaces de disparar munición avanzada AHEAD.
- Módulos de Control: Incluyen sistemas de mando y control para la gestión del combate.

## Características Principales
- Modularidad: Permite configuraciones personalizadas según las necesidades operacionales específicas.
- Ligereza: Facilita el transporte y el despliegue rápido en diversas condiciones de terreno.
- Alta Precisión: Gracias a su avanzada tecnología de sensores y municiones, puede neutralizar múltiples amenazas con alta efectividad.

## Desempeño
- Tasa de Fuego: Alta cadencia de disparo para maximizar la probabilidad de intercepción.
- Cobertura: Capacidad para defender áreas críticas como bases militares y centros urbanos.

## Enlace Externo
[Skyshield en Wikipedia](https://es.wikipedia.org/wiki/Skyshield)

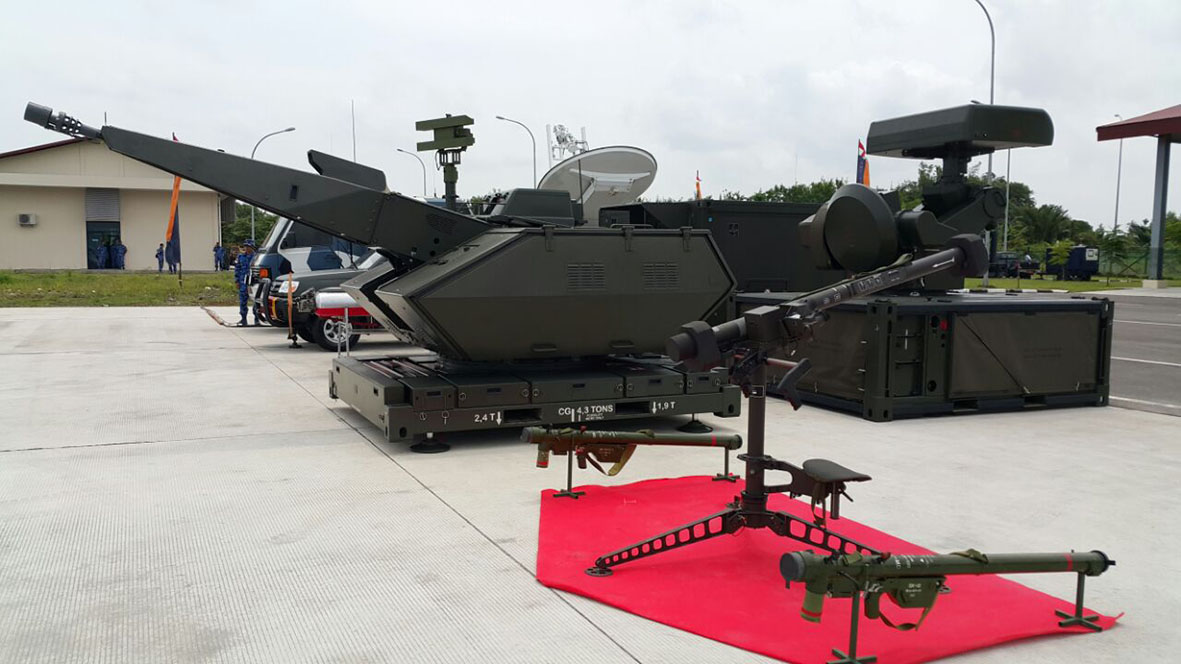
Un sistema de defensa aérea Skyshield de Indonesia.

El sistema de defensa aérea Skyshield es un sistema de defensa aérea modular, liviano y de corto alcance (SHORAD) desarrollado por la corporación suiza Oerlikon Contraves (ahora una subsidiaria de Rheinmetall de Alemania). Skyshield, el sucesor del sistema de defensa Skyguard, está destinado a adquirir y destruir rápidamente aviones y misiles amenazantes, así como a cumplir una función de C-RAM.

## Usuarios
- Suiza - Fuerzas Armadas Suizas
- Sudáfrica - Fuerzas Armadas de Sudáfrica
- Indonesia - Fuerzas Armadas de Indonesia
- Tailandia - Reales Fuerzas Armadas de Tailandia
- Ucrania - Fuerzas Armadas de Ucrania